# SNFU
SNFU, acrònim de Society's No Fucking Use, fou una banda canadenca de hardcore punk formada l'any 1981 a Edmonton i traslladada a Vancouver el 1992. La banda publicà vuit àlbums d'estudi, dos discos en directe i un recopilatori, i ha exercit una gran influència en el subgènere de l'skate punk. El seu treball ha estat inclòs en diferents rànquings de la millor música canadenca.
La banda va romandre inactiva des del març de 2018 per problemes de salut, fins que el 16 de juliol de 2020 va morir el cantant Ken Chinn als cinquanta-set anys.

## Trajectòria
Durant els primers anys, SNFU va forjar-se un públic a tota l'Amèrica del Nord mitjançant actuacions enèrgiques i un so punk ràpid i dinàmic. El seu àlbum de debut de 1985, ...And No One Else Wanted to Play, fou una gran influència en els circuits musicals alternatius. La seva popularitat es va consolidar amb If You Swear, You’ll Catch No Fish (1986) i Better Than a Stick in the Eye (1988), però es van dissoldre el 1989 a causa de tensions internes.

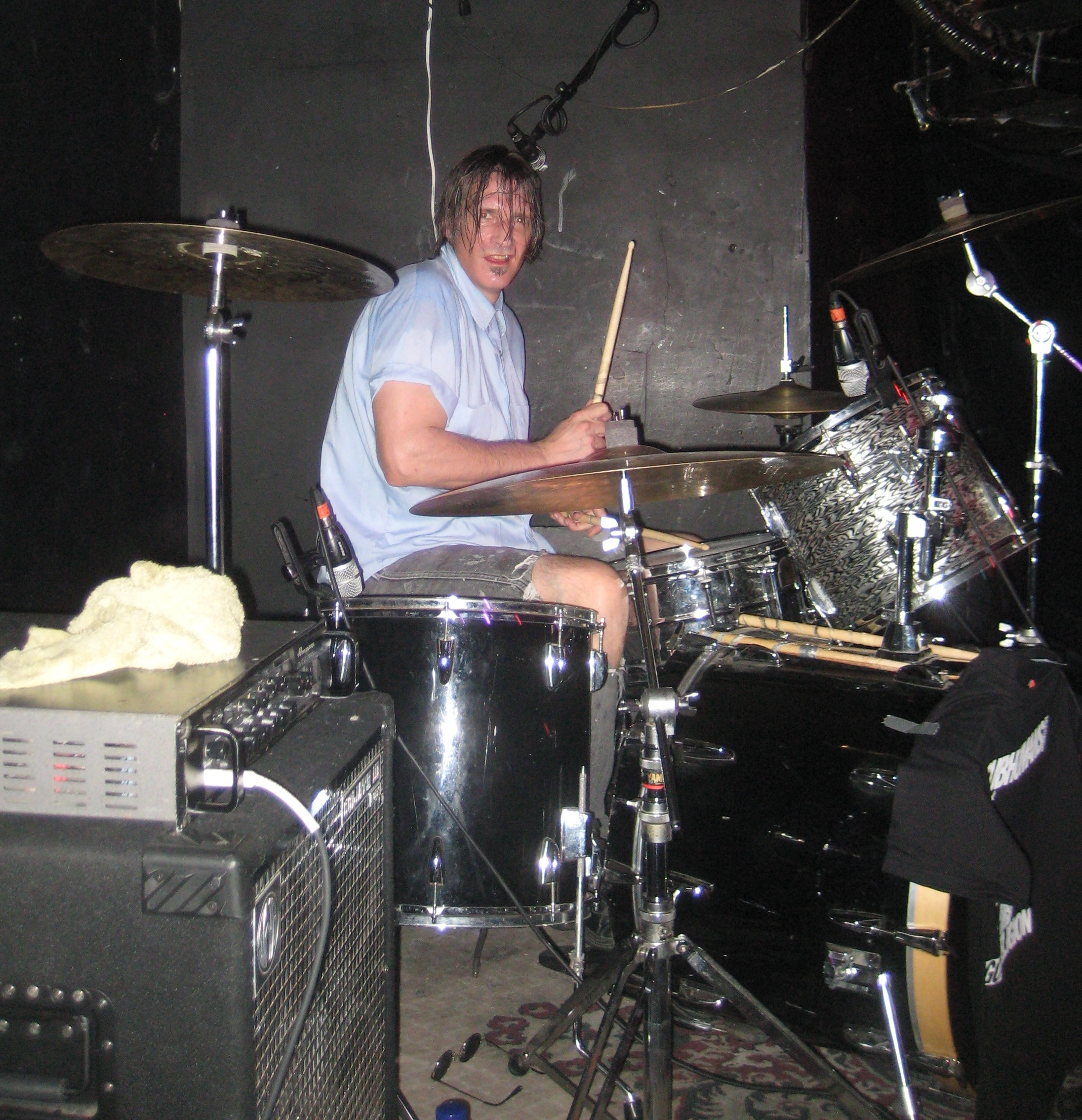
El veterà bateria Jon Card tocant amb SNFU

SNFU es va reformar dos anys després amb una nova formació que va tenir encara més èxit. Van signar amb el segell Epitaph Records, amb qui van publicar els àlbums Something Green and Leafy This Way Comes (1993), The One Voted Most Probely to Succeed (1995) i Fyulaba (1996). Aquests treballs van aconseguir vendes discogràfiques de sis dígits, i la banda va comptar amb el suport de grups coneguts com a Green Day i Bad Religion. SNFU es va independitzar el 1997 després de la caducitat del seu contracte amb Epitaph Records. Després de l'autoeditat i elogiat per la crítica In the Meantime and In Between Time (2004), es van tornar a dissoldre el 2005, només per reunir-se dos anys després amb una nova formació i presentar, finalment, l'àlbum Never Trouble Trouble Until Trouble Troubles You el 2013.
El grup està dirigit per l'excèntric cantant, lletrista i artista Ken Chinn, acreditat com Mr. Chi Pig. Els membres fundadors i germans bessons Brent i Marc Belke van ajudar a crear el so hardcore melòdic de la banda amb un treball de guitarra doble abans de les seves respectives sortides el 1998 i el 2005. Gairebé 30 músics han tocat amb el grup i només Chinn es manté des del principi. A partir de 2014, la formació va reincorporar el baixista Dave Bacon, membre del 1985 al 1987, i els guitarristes Randy Steffes i Kurt Robertson, i Batikão Est va començar a tocar-hi bateria el 2016.

## Discografia

### Àlbums d'estudi
- ...And No One Else Wanted to Play (1985)
- If You Swear, You'll Catch No Fish (1986)
- Better Than a Stick in the Eye (1988)
- Something Green and Leafy This Way Comes (1993)
- The One Voted Most Likely to Succeed (1995)
- FYULABA (1996)
- In the Meantime and In Between Time (2004)
- Never Trouble Trouble Until Trouble Troubles You (2013)

### Directes
- Let's Get It Right the First Time (1998)
- ...And Yet, Another Pair of Lost Suspenders (2019)

### Compilació
- The Last of the Big Time Suspenders (1992)

### Senzills i EP
- She's Not on the Menu 7" EP (1986)
- "Beautiful, Unlike You and I" 7" (1993)
- The Ping Pong EP (2000)
- "I Wanna Be an East Indian" (2014)
- "A Happy Number" 7" (2017)

### Presència en recopilatoris
- It Came From Inner Space LP (1983)
- Something to Believe In LP (1984)
- It Came From the Pit LP (1986)
- Thrasher Skate Rock 5: Born to Skate Casset (1987)
- Johnny Hanson Presents: Puck Rock Vol. 1 CD (1993)
- Punk-O-Rama Vol. 2 CD (1996)
- We Are Not Devo CD (1998)
- Shot Spots: A Punk Rock Tribute to Trooper CD (2002)

### Bootlegs
- Live '86 7" (1987)
- Real Men Don't Watch Quincy 7" (1990)
- Via Plastic Surgery (1998)